# (2037) Tripaxeptalis
(2037) Tripaxeptalis es un asteroide perteneciente al cinturón de asteroides que orbita entre Marte y Júpiter. Su nombre es un juego de palabras ya que 2037 es igual a 3 x 679 y también igual a 7 x 291. Los asteroides 679 y 291 son (679) Pax y (291) Alice, es decir 2037 es 3 (tri) veces pax y 7 (epta (hepta)) veces alis (alice).
Fue descubierto el 25 de octubre de 1973 por Paul Wild desde el Observatorio de Berna-Zimmerwald, en Berna, Suiza.